# Oenospila flavifuscata
Oenospila flavifuscata là một loài bướm đêm trong họ Geometridae.